# Cantone di Pleslin-Trigavou
Il Cantone di Pleslin-Trigavou è una divisione amministrativa dell'Arrondissement di Dinan.
È stato costituito a seguito della riforma approvata con decreto del 13 febbraio 2014, che ha avuto attuazione dopo le elezioni dipartimentali del 2015.

## Composizione
Comprende i seguenti 11 comuni:
- Lancieux
- Langrolay-sur-Rance
- Pleslin-Trigavou
- Plessix-Balisson
- Ploubalay
- Plouër-sur-Rance
- Saint-Samson-sur-Rance
- Taden
- Trégon
- Tréméreuc
- La Vicomté-sur-Rance